# Orendel
Orendel é um poema épico em alto-alemão médio. Composto por cerca de 4.000 linhas, é tradicionalmente datado do final do século XII. O manuscrito mais antigo conhecido, de 1477, foi destruído em um incêndio em 1870.

## Sinopse
A narrativa está associada à cidade de Tréveris (Trier), onde o poema provavelmente foi composto. A introdução relata a história do Manto Sagrado, que, após diversas aventuras, é engolido por uma baleia. Orendel, filho do rei Eigel de Tréveris, recupera o manto. Ele havia zarpado com 22 navios para cortejar Bride, a guardiã do Santo Sepulcro, como sua esposa. Após um naufrágio, Orendel é capturado pelo pescador Ise. Enquanto serve a Ise, ele captura a baleia que engoliu o Manto Sagrado, que tem o poder de proteger seu portador de ferimentos. Com a ajuda do manto, Orendel supera inúmeros perigos e conquista Bride como esposa.
| “ | ... A noiva de Orendel, Bride, é órfã de pai e, como rainha de Jerusalém, é responsável por suas próprias decisões. Ela decide se casar com Orendel, governa com ele por um tempo em Jerusalém e depois parte em várias aventuras com o marido. Durante essas aventuras, Bride é capturada duas vezes, e em ambas Orendel e seus homens a libertam. Suas capturas, no entanto, ocorrem tardiamente no épico, não estão relacionadas à busca de Orendel por Bride e não podem ser comparadas a um retorno e reconquista da noiva. | ” |

Um anjo entrega uma mensagem convocando ambos de volta a Tréveris, onde Orendel enfrenta inúmeras aventuras e, por fim, deposita o Manto Sagrado em um sarcófago de pedra. Outro anjo anuncia a morte iminente de Orendel e Bride, levando-os a renunciar ao mundo e se preparar para o fim.

## Análise
O autor provavelmente era um clérigo, possivelmente residente em ou próximo a Tréveris. A história do retorno do Manto Sagrado a Tréveris é provavelmente inspirada no evento real de 1196, quando o Manto Sagrado foi solenemente transferido para o novo altar da Catedral de Tréveris.
Segundo os estudiosos Marion Gibbs e Sidney M. Johnson:
| “ | Estilisticamente, *Orendel* caracteriza-se por sua organização paratática de episódios e pela repetição de fórmulas poéticas, sugerindo possivelmente uma origem oral. A figura da rainha Bride como participante ativa nas batalhas, em estreita aliança com Orendel, é incomum para um épico pré-cortês. | ” |

## Publicação e traduções existentes
O único manuscrito conhecido do poema, compilado em 1477 em Estrasburgo, foi destruído em um incêndio em 1870. No entanto, duas impressões de 1512, de Augsburgo — uma em verso e outra em prosa —, ainda existem, cada uma baseada em fontes diferentes, além de uma cópia manuscrita de Berlim, feita em 1818. Essas impressões do século XVI foram provavelmente criadas para coincidir com a redescoberta da túnica inconsútil de Cristo na Catedral de Tréveris pelo imperador Maximiliano I.
O poema foi editado por von der Hagen [en] (1844), L. Ettmüller [en] (1858) e A. E. Berger (1888). Há também uma tradução para o alemão moderno por Karl Simrock [en] (1845).
O nome do herói aparece em várias formas nas diferentes edições: Orendel (manuscrito de 1477, impressão de 1512), Aren(n)del (impressão em prosa de 1512), Erendelle (apêndice do manuscrito do Livro Sagrado, destruído no incêndio de 1870) e Ernthelle (apêndice do Livro Sagrado, impressão de cerca de 1483).